# Gaswerk

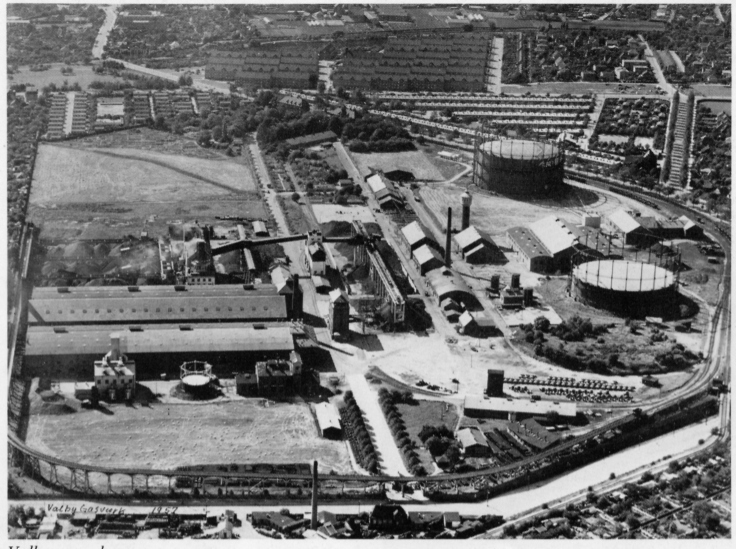
Gaswerk Valby (1952) im Westen von Kopenhagen

Ein Gaswerk, veraltet auch Gasanstalt oder Gasfabrik, ist eine Anlage zur Herstellung, Speicherung und Bereitstellung von technischen Gasen, insbesondere von solchen für Heiz- und Beleuchtungszwecke.
Ein Gaswerk setzt sich zusammen aus der Anlage zur Erzeugung und Reinigung des Gases, den Anlagen zur Messung der Gasmenge, zur Speicherung, etwa in einem Gasbehälter, sowie den Kompressoren und Ventilen für die Verteilung und Bereitstellung des Leitungsdruckes.
Neben der Anlage zur Produktion von Stadtgas werden mit dem Gaswerk auch kommunale Unternehmen bezeichnet, die für den Aufbau und Betrieb des Gasnetzes sowie den darüber stattfindenden Vertrieb des Gases zuständig waren. Gaswerke wurden im Sinne des Munizipalsozialismus oft mit Elektrizitätswerken und Wasserwerken zu Stadtwerken zusammengefasst. Teilweise hat sich ihr Name auch nach der Wandlung vom Produzenten von Stadtgas zum Distributor von Erdgas im Firmennamen gehalten, wie z. B. bei der GASAG Berliner Gaswerke Aktiengesellschaft oder der Gas-, Elektrizitäts- und Wasserwerke Köln AG.
Nach der Umstellung der Gasversorgung auf Erdgas wurden die Gaswerke außer Betrieb genommen.

## Geschichte

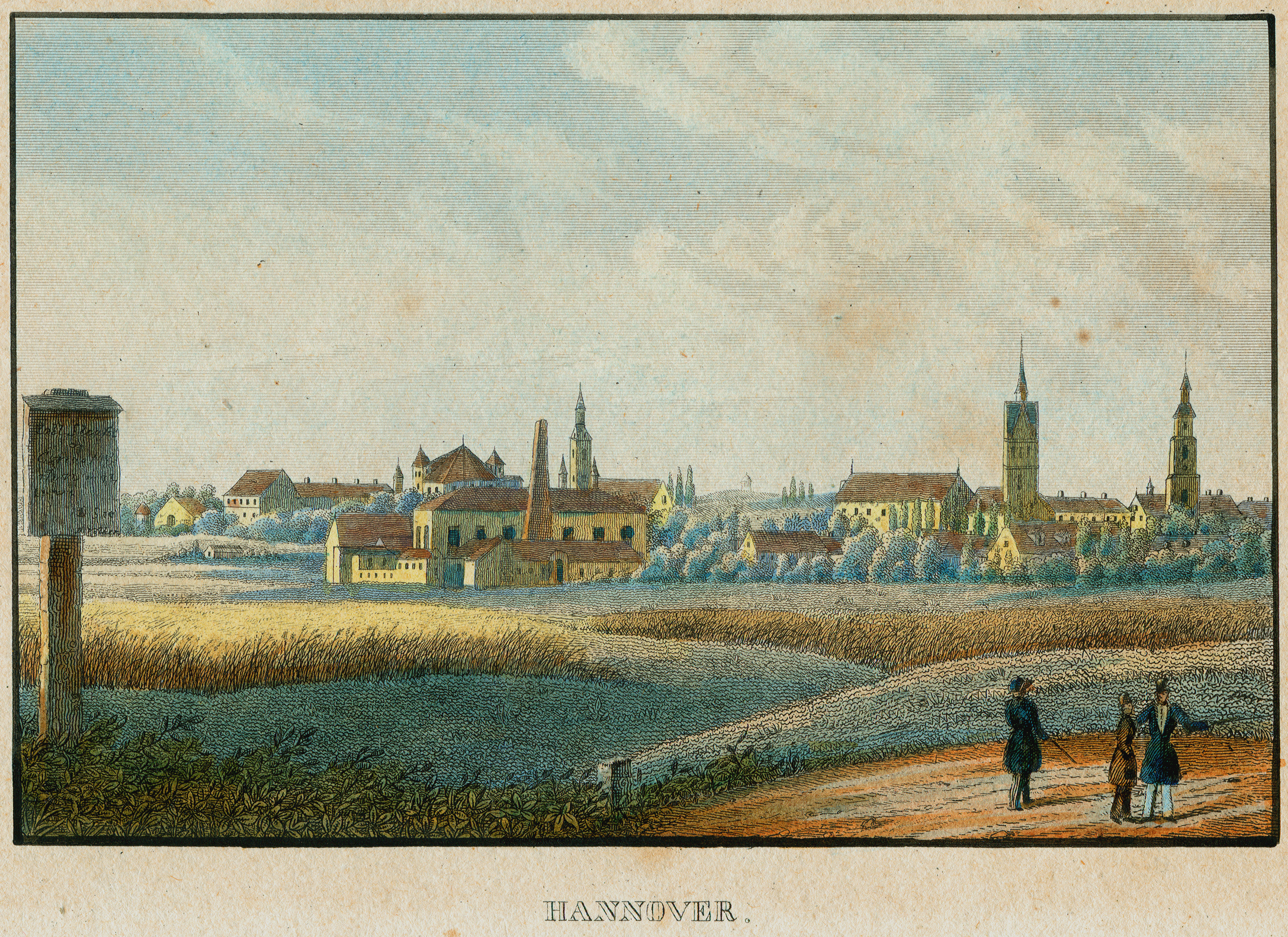
Die Gasanstalt Glocksee (links der Bildmitte mit Schornstein) der ICGA im hannoverschen Vorort Linden
kolorierter Stahlstich nach einer Lithografie von Friedrich August Schmidt, um 1830

Am 2. März 1810 entstand in London das erste Gaswerk, das Gas durch Kohlevergasung in einer Kokerei erzeugte. Als erste Stadt auf dem europäischen Kontinent ging am 26. Februar 1825 das rund 19.000 Einwohner zählende Hannover, Hauptstadt des gleichnamigen Königreichs, einen Gasliefervertrag mit der Imperial Continental Gas Association (ICGA) ein.

## Erhaltene Gaswerke

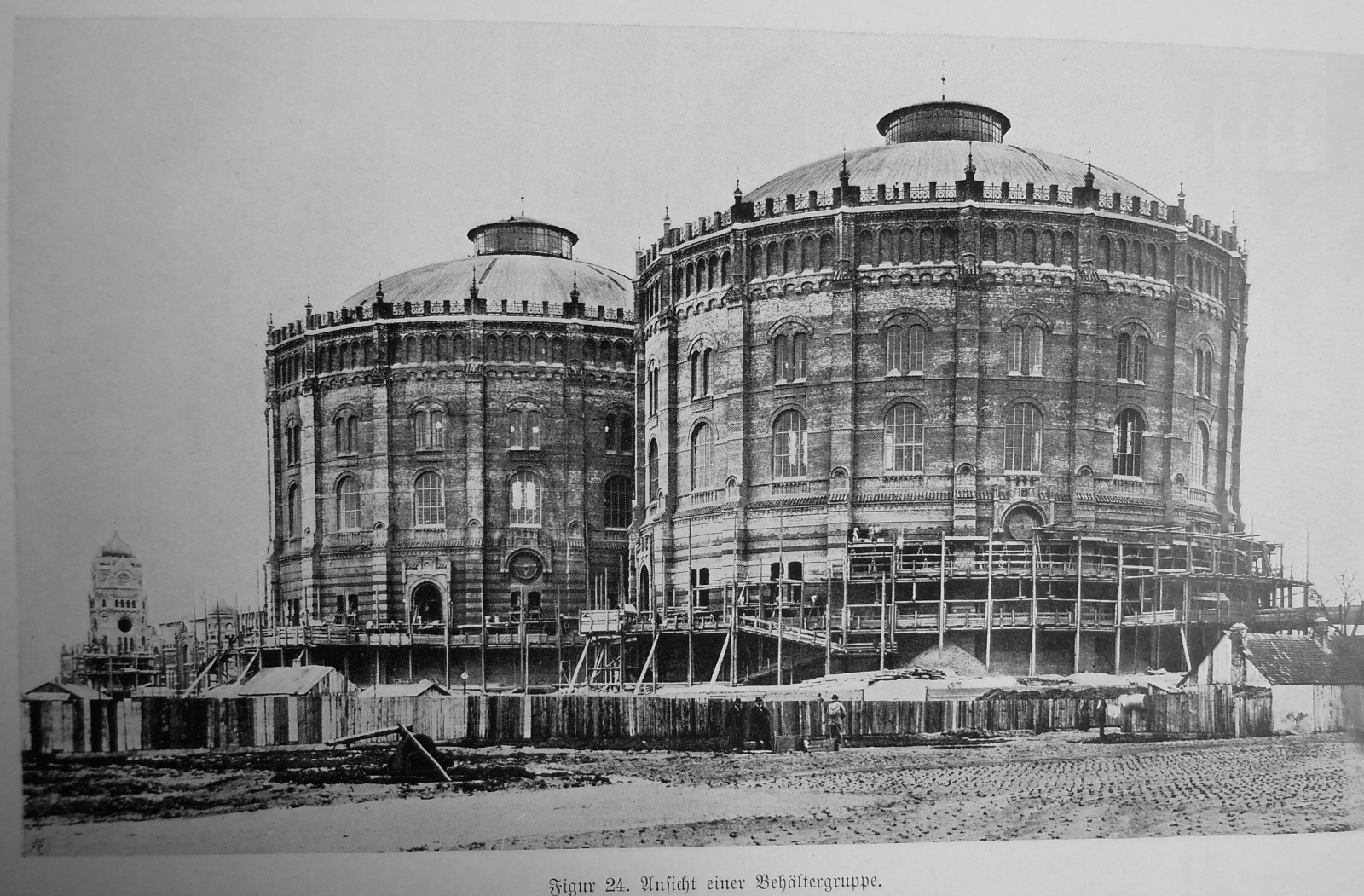
Zwei Gasbehälter des Gaswerks Wien-Simmering, 1901

Als man in den 1950er und 1960er Jahren dazu überging, Erdgas-Verbundnetze zu schaffen, hatte dies die Schließung zahlreicher Gaswerke und den Abriss eines großen Teils ihrer Bauten zur Folge. Die Gasometer blieben jedoch oft erhalten, weil sie noch immer eine Funktion erfüllen. Der älteste erhaltene Gasometer stammt aus der Zeit um 1830 und befindet sich in Fulham. Das 1854 erbaute Point Breeze-Gaswerk in Philadelphia ist noch immer in Betrieb und enthält außergewöhnlich viele Anlagen aus dem 19. Jahrhundert. Beispiele für gut erhaltene Anlagen in Deutschland sind das Gaswerk Neustadt (Dosse) und das Gaswerk Augsburg. In der Schweiz ist das Gaswerk der Stadt Zürich in Schlieren erhalten.
Durch den oft jahrzehntelangen Gaswerksbetrieb sind viele der ehemaligen Betriebsgelände im Boden und im Grundwasser durch Phenole, Polycyclische aromatische Kohlenwasserstoffe (PAK) und andere Kohlenwasserstoffe sowie Cyanide belastet. Die Sanierung dieser Altlasten gestaltet sich mitunter aufwändig.

## Funktion

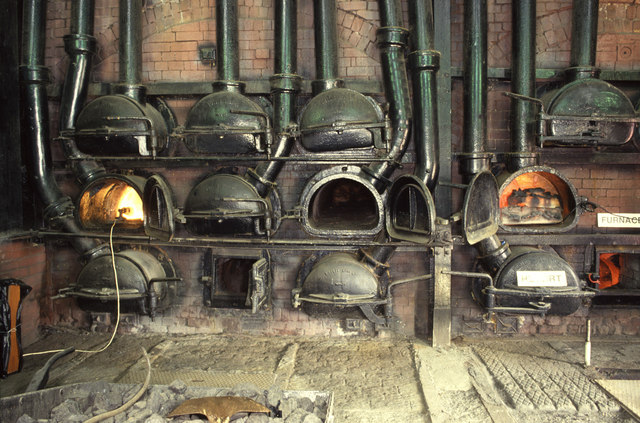
Retortenöfen waren im Ofenhaus, einem zentralen Gebäude im Gaswerk, untergebracht

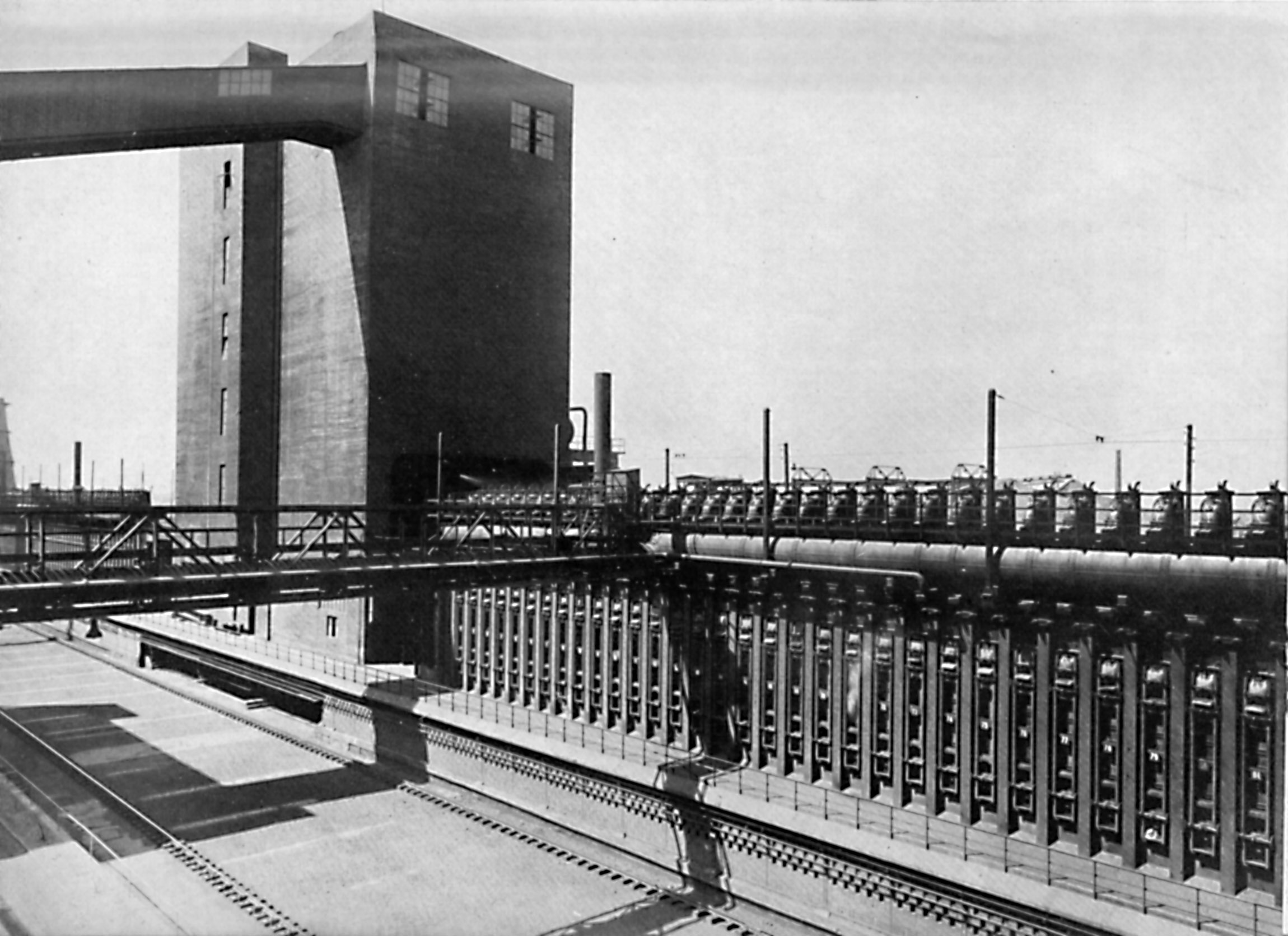
Kammeröfen dienen in neueren Gaswerken zur Rohgaserzeugung

In einem Gaswerk wird meist Steinkohlegas oder eine der folgenden Gassorten im Ofenhaus durch Kohlevergasung hergestellt. Wird statt Kohle das schlechter zu vergasende Holz verwendet, spricht man auch von der Holzvergasung. Das Ofenhaus besteht aus mehreren Öfen, welche das sogenannte Rohgas liefern. In älteren Gaswerken waren zur Vergasung Retortenöfen im Einsatz, später die wirtschaftlicher zu betreibenden Kammeröfen, wie sie auch in Kokereien Verwendung finden. Dabei entsteht als festes Produkt im Ofen Koks. Dieser wird pro Retorte oder Ofenkammer etwa einmal täglich ausgestoßen, gelöscht und anschließend verkauft oder im Gaswerk selbst als Brennstoff verbraucht.
Das im Rahmen der Kohlevergasung entstandene Rohgas wird abgekühlt und im Waschhaus einer Gaswäsche unterzogen, um unerwünschte Anteile wie Teer, Ammoniakwasser und Naphthalin abzutrennen. Daneben bestehen Gaswerke aus verschiedenen Zusatzbauten wie Wassertürmen, Messeinrichtungen, dem Generatorenhaus zur Erzeugung von Generatorgas, um damit die Öfen im Ofenhaus zu versorgen, und einem Gassaugerhaus, in welchem Exhaustoren, technisch frühe Formen von Ab- bzw. Ansaugapparaten, untergebracht sind. Sie leiten das erzeugte Gas in die Gasometer oder in das Rohrleitungsnetz weiter.

### Hergestellte Gassorten
In Gaswerken werden unter anderem folgende Gase hergestellt:
- Holzgas, das aus Holz hergestellt wird
- Braunkohlegas, statt Steinkohle wird Braunkohle verwendet
- Stadtgas oder Leuchtgas, Steinkohlegas, das als offene Flamme heller leuchtet
- Blaugas oder Ölgas, wird aus Öl hergestellt, das Gas wird in Flaschen abgefüllt[2]
- Acetylengas, ein aus Wasser und Karbid hergestelltes Gas
- Aerogengas oder Luftgas, hergestellt aus flüchtigen Kohlenwasserstoffen (Gasolin, Petroleumäther, Benzin u. a.) und Luft[3]
- Wassergas, welches aus Koks und Wasserdampf hergestellt wird
- Generatorgas, ähnlich Wassergas, nur zusätzlich mit Luft
- Ebenso kann man auch aus Knochen, Pech, Torf, Harz, Fett usw. brennbare Gasgemische herstellen.[4]

### Beispiel Leuchtgasproduktion
Die Leuchtgasproduktion aus Steinkohle gliedert sich in folgende Schritte:
- Rohgaserzeugung durch Trockendestillation der Steinkohle bei ca. 600 °C bis 1200 °C in der Ofenanlage
- Reinigung des Rohgases von
  - Teer und Kondenswasser in der sogenannten Teervorlage mittels Kondensation und in Teerscheidern
  - Ammoniak in Waschern durch Absorption
  - Cyanwasserstoff ebenfalls in Waschern
  - Naphthalin durch Waschen des Öls mit Ölen
  - Schwefelwasserstoff durch Durchleiten des Gases durch Eisenhydroxid z. B. in Form von Raseneisenerz
  - Benzol durch Waschen des Öls mit Ölen

Danach wird das Gas über die als Puffer für Verbrauchsschwankungen wirkenden Gasbehälter und die Gasregulierung zu den Verbrauchstellen geleitet.

## Nebenprodukte
Neben den Hauptprodukten Gas und Koks fielen in Gaswerken eine Reihe von Nebenprodukten an. Die wichtigsten sind Rohteer, Benzol, Naphthalin, Toluol, Ammoniak und Schwefel. Diese Stoffe wurden je nach Marktlage direkt oder nach einer Aufbereitung verkauft und in der chemischen Industrie weiterverarbeitet oder wie das in durch Verarbeitung entstandene Ammoniumsulfat als Dünger in der Landwirtschaft verwendet. Durch den Verkauf der Nebenprodukte konnte der Verkaufspreis des Stadtgases reduziert werden.